# André Verleye
André Verleye (Wevelgem, 18 mei 1923 – Roeselare, 7 april 1998) was een Belgisch dirigent en pedagoog.

## Levensloop
Verleye volgde lessen aan de gemeentelijke muziekschool te Wevelgem. Al spoedig wordt hij muzikant bij de Koninklijke Harmonie De Eendracht Wevelgem. De toenmalige dirigent, Jozef Verthé, heeft op hem een grote invloed uitgeoefend. De muziek boeide hem, maar hij had grotere ambitie onderwijzer  te worden. Onderwijs en opvoeding trokken hem aan. Hij studeert voor onderwijzer aan de Normaalschool te Torhout en behaalt zijn diploma in 1942. Nadien volgt hij de lessen aan het Hoger Instituut voor Opvoedkunde te Gent, waar hij in 1949 het diploma van Hogere Opvoedkundige Studies behaalt. 
In 1946 wordt hij benoemd aan de lagere school te Aalbeke, waarvan hij op 5 november 1951 de leiding toevertrouwd krijgt. In 1976 werd hij directeur van de gemengde lagere en kleuterschool van Aalbeke en blijft in deze functie tot 1980. 
In 1948 werkt hij mee aan de oprichting van de Koninklijke Harmonie Eendracht, Aalbeke. Hij wijdt zich vooral aan de opleiding van jonge muzikanten. In het begin van 1960 volgt hij wijlen Achiel Decock als dirigent op. Naast de volwassenenformatie leidt hij eveneens het jeugdkorps "Jong Eendracht". Met beide orkesten behaalde hij opmerkelijke resultaten: In 1974 promotie en in 1978 bevestiging in de superieure afdeling van de provincie West-Vlaanderen; optredens voor de BRT (Belgische Radio- en Televisieomroep), concerten in Le Havre, Tullins, Breisach am Rhein, Doetinchem. 
Om zijn taak naar behoren te kunnen vervullen heeft hij privélessen gevolgd bij Jos Hanniken, ere-kapelmeester van de Muziekkapel van de Zeemacht. Daarnaast volgde hij de schriftelijke dirigentencursus van Piet van Mever in Nederland. 
Alhoewel hij op muzikaal vlak grotendeels een autodidact is, hecht hij als dirigent zeer veel belang aan eigentijdse en authentieke muziek voor harmonieorkest, waar ook het werk van Belgische componisten aan bod komt. 
Binnen het Koninklijk Muziekverbond van België was hij meerdere jaren secretaris van de geleding West-Vlaanderen. In 1995 werd hij door de Aalbeekse verenigingsraad ARKO gewaardeerd met de Aalbeekse Verdienste voor zijn inbrengst hij de oprichting van de jeugdharmonie Jong Eendracht in 1958, en als dirigent van de Koninklijke Harmonie Eendracht, Aalbeke.
André Verleye overleed in 1998 op 74-jarige leeftijd.